# Kane Roberts
Kane Roberts, nome artístico de Robert William Athas (Boston, 16 de janeiro de 1962) é um guitarrista estadunidense, mais conhecido por seu trabalho com a banda do Alice Cooper, de 1985 a 1988.  Além disso, ele tem uma sólida carreira solo, e seu cover da música do Bon Jovi "Does Anybody Really Fall In Love Anymore" (que já havia sido tocada por Cher em seu álbum Heart of Stone) alcançou o Top 40 da Billboard Hot 100. Ele também teve uma breve aparição como motorista de empilhadeira no filme Shocker, de Wes Craven.
Roberts também é famoso por sua aparência e físico tipo Rambo e seu uso de uma guitarra elétrica em forma de metralhadora.

## Discografia
Solo
- 1987 - Kane Roberts
- 1991 - Saints And Sinners
- 1999 - Under A Wild Sky
- 2000 - New Place Now
- 2012 - Unsung Radio
- 2019 - The New Normal

com Alice Cooper
- 1986 - Constrictor
- 1987 - Raise Your Fist and Yell
- 1989 - Trash

com a banda "Phoenix Down"
- 1999 - Under a Wild Sky
- 2000 - New Place Now

Aparições em outros projetos
| Ano  | Artista/Banda | Álbum              | Participação                     |
| ---- | ------------- | ------------------ | -------------------------------- |
| 1993 | Steve Vai     | Sex & Religion     | Back-vocal                       |
| 1994 | Quo           | Huh, What?         | Guitarra                         |
| 2005 | George Lynch  | Will Play for Food | Guitarra na música "Mr. Crowley" |